# The Billage of Perception: Chapter Three
The Billage of Perception: Chapter Three — четвёртый мини-альбом южнокорейской гёрл-группы Billlie. Третий в рамках серии «The Billage of Perception». Выпущен 28 марта 2023 года после большой предрелизной кампании в форматах цифровой дистрибуции, компакт-диска и стриминга лейблом Mystic Story и распространён Kakao Entertainment. Состоит из шести песен, включая заглавный трек «Eunoia».

## Выпуск
7 февраля 2023 года южнокорейский журнал Osen сообщил, что Billlie выпустит новый мини-альбом в марте, после чего агентство группы, Mystic Story, подтвердило новость, добавив, что это будет их четвёртый мини-альбом. 4 марта группа объявила начало предрелизной кампании, опубликовав картинку с шестью логотипами своих камбэков. Через два дня было объявлено, что коллектив вернётся с новым релизом 28 марта.
С 9 по 15 марта группа выпустила три фотосета в разных костюмах. С 16 по 18 марта на YouTube-канале коллектива были опубликованы тизеры треков «Nevertheless», «Lionheart (The Real Me)» и «Extra-ordinary» соответственно. Через день группа анонсировала выход приквел-фильма «Enchanted Night ~ White Night», заранее выпустив его трейлер на своём YouTube-канале. 20 марта был опубликован тизер трека «Enchanted Night ~ White Night», а на следующий день вышел приквел-фильм «Enchanted Night ~ White Night», в котором были раскрыты новые детали лора группы.
22 марта группа опубликовала тизер трека «Various and Precious (Moment of Inertia)», а через два дня выпустила лирик-видео на полную версию трека. С 25 по 27 марта группа выпустила ещё три тизера музыкального клипа на заглавный трек мини-альбома «Eunoia». Тем же днём был опубликован трек-лист мини-альбома, благодаря чему стало ясно, что он будет состоять из шести композиций.
28 марта 2023 года, вечером, группа Billlie выпустила мини-альбом вместе с музыкальным клипом на «Eunoia».

## Продвижение

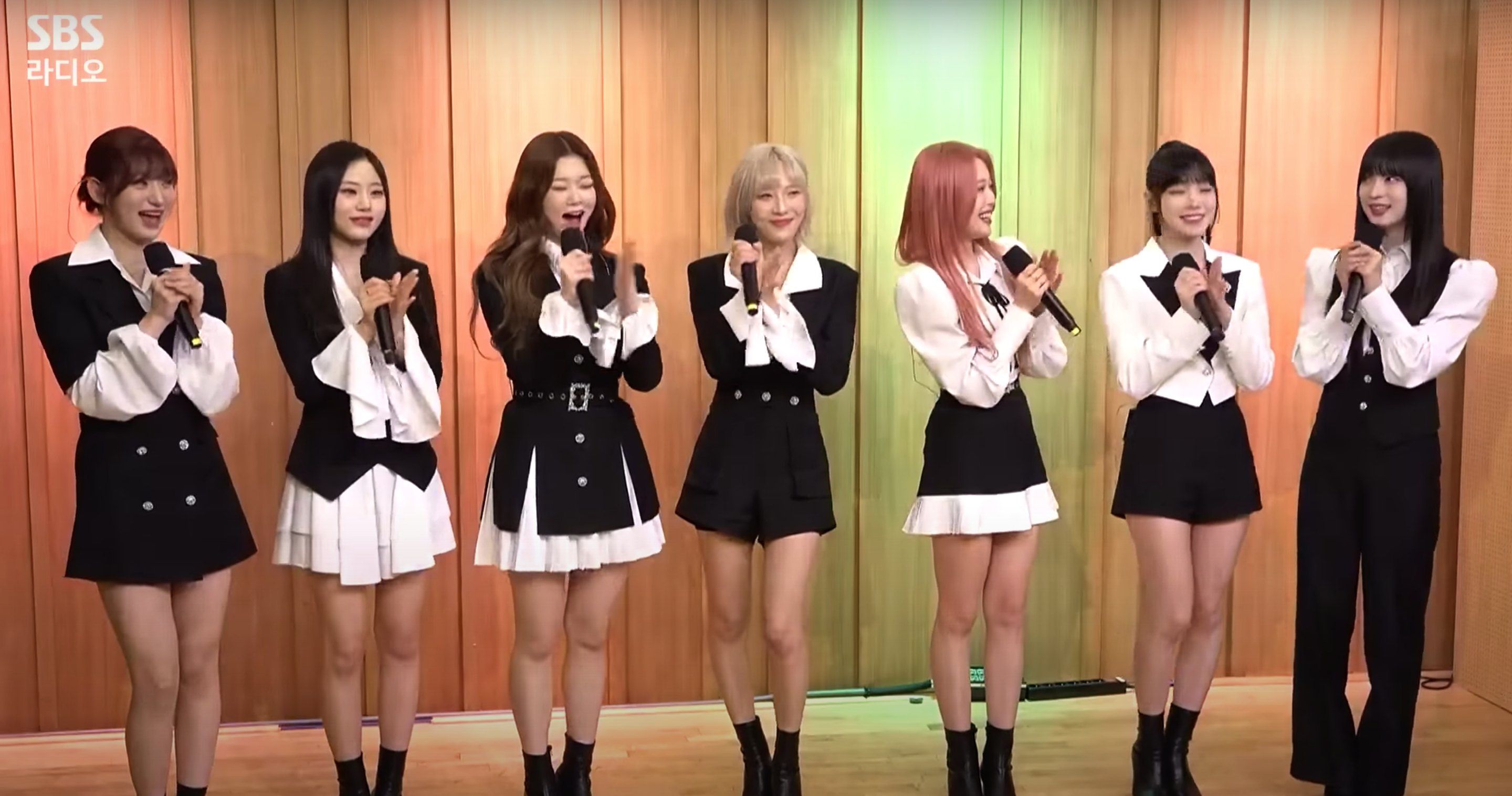
Billlie на SBS Radio, апрель 2023.

28 марта группа провела презентацию альбома в рамках шоукейса в Сеуле сразу после его выхода.
С 28 марта группа в рамках продвижения альбома выступала с танцевальными номерами на «Eunoia» и «Enchanted Night ~ White Night» на южнокорейских шоу Show! Music Core, inkigayo, Music Bank, M! Countdown, The Show и Show Champion. 30 марта группа выступила на музыкальном шоу It’s Live с «Eunoia».
С 30 марта по 9 апреля группа выпустила 6 танцевальных видео в разных версиях. 4 апреля мини-альбом был представлен на SBS Radio. 6 и 7 апреля группа выпустила две версии видео с танцами на трек «Enchanted Night ~ White Night».
26 апреля агентство Billlie, через социальную сеть для поклонников, объявило о приостановке продвижения мини-альбома.

## Коммерческий успех
Вместе с дебютом, альбом вошёл в первую десятку в чартах продаж системы Gaon, а за недельный отчёт продаж группа смогла продать более 88 тысяч физических копий альбома, благодаря чему он дебютировал на 5 месте в основном чарте продаж альбомов, наряду с Me от Ким Джису и Face от Чимина. 4 апреля 2023 года группа на шоу The Show одержала победу в номинации «Выбор The Show». Она стала первой победой группы на музыкальных шоу за всю её карьеру.

## Критика
| Оценки критиков | Оценки критиков |
| Источник        | Оценка          |
| --------------- | --------------- |
| IZM             | (для «Eunoia»)  |

Ивана Моралес из MTV описала трек «Enchanted Night ~ White Night», как «гипнотический», а в «Lionheart (The Real Me)» она услышала «латинские нотки». «Eunoia» завораживает бас-партями в стиле грува и синтезаторами. По сравнению с «Ring Ma Bell», очень сильным треком, «Eunoia» оставляет лучшие впечатления, пишет Ивана. «Extra-ordinary» описывается как олдскульный фанк-трек. «Nevertheless» описывается как соул-трек с нотами R&B.
Ким Хохён из IZM говорит, что «Eunoia» — это песня с «хорошей мелодией и отличным вокалом». В песне присутствуют заводные биты и звуки синтезатора. Хохён обратил внимание на «музыкальные контрасты и синкопирование» в песне.

## Композиция альбома
The Billage of Perception: Chapter Three состоит из шести треков, которые написаны в пяти тональностях (от до мажор до си-бемоль минор) и в шести разных ритмах (от 95 до 110 ударов в минуту). Заглавным треком является «Eunoia». «Various and Precious (Moment of Inertia)» был представлен, как «трек, посвящённый фанатам».
| №                   | Название                                                                     | Текст песни                                      | Музыка                                                  | Аранжировка         | Длительность |
| ------------------- | ---------------------------------------------------------------------------- | ------------------------------------------------ | ------------------------------------------------------- | ------------------- | ------------ |
| 1.                  | «Enchanted Night ~ White Night» (с англ. — «Зачарованная ночь ~ Белая ночь») | LLANO                                            | PixelWave Oiaisle Кан «BOiTELLO» Санггу Им «YOUHA» Су-А | PixelWave           | 2:59         |
| 2.                  | «Lionheart (The Real Me)» (с англ. — «Львиное сердце (Настоящая Я)»)         | Le’mon                                           | collapsedone STWP Джастин Рейнштейн JJean               | collapsedone STWP   | 3:27         |
| 3.                  | «Eunoia»                                                                     | Le’mon                                           | PixelWave Им «YOUHA» Су-А                               | PixelWave           | 3:23         |
| 4.                  | «Various and Precious (Moment of Inertia)»                                   | Гым То Мун Суа Сухён Харам Цуки Шион Шиюн Харуна | JUNNY Oiaisle minGtion                                  | minGtion            | 3:16         |
| 5.                  | «Extra-ordinary» (с англ. — «Выдающийся»)                                    | Чо Юнгён                                         | Ким «Haeil» Унбин Xydo PixelWave                        | PixelWave           | 3:06         |
| 6.                  | «Nevertheless»                                                               | Ogi из GALACTIKA *                               | Убин из GALACTIKA * EJAE                                | GALACTIKA *         | 3:25         |
| Общая длительность: | Общая длительность:                                                          | Общая длительность:                              | Общая длительность:                                     | Общая длительность: | 19:38        |

### Стилизация
1. «Enchanted Night ~ White Night» стилизуется под «enchanted night ~ 白夜»
2. «Lionheart (The Real Me)» стилизуется под «lionheart (the real me)»
3. «Eunoia» стилизуется под «EUNOIA»
4. «Various and Precious (Moment of Inertia)» стилизуется под «various and precious (moment of inertia)»
5. «Extra-ordinary» стилизуется под «extra-ordinary»
6. «Nevertheless» стилизуется под «nevertheless»

## Чарты

### Ежедневные чарты
| Чарт (2023)                        | Высшая позиция |
| ---------------------------------- | -------------- |
| Республика Корея (Розничный, Gaon) | 2              |

### Еженедельные чарты
| Чарт (2023)                        | Работа                                     | Высшая позиция |
| ---------------------------------- | ------------------------------------------ | -------------- |
| Республика Корея (Загрузок, Gaon)  | «Eunoia»                                   | 47             |
| Республика Корея (Загрузок, Gaon)  | «Enchanted Night ~ White Night»            | 121            |
| Республика Корея (Загрузок, Gaon)  | «Lionheart (The Real Me)»                  | 123            |
| Республика Корея (Загрузок, Gaon)  | «Nevertheless»                             | 126            |
| Республика Корея (Загрузок, Gaon)  | «Various and Precious (Moment of Inertia)» | 130            |
| Республика Корея (Загрузок, Gaon)  | «Extra-ordinary»                           | 131            |
| Республика Корея (Gaon)            | The Billage of Perception: Chapter Three   | 5              |
| Республика Корея (Розничный, Gaon) | The Billage of Perception: Chapter Three   | 9              |

### Ежемесячные чарты
| Чарт (2023)                        | Высшая позиция |
| ---------------------------------- | -------------- |
| Республика Корея (Gaon)            | 14             |
| Республика Корея (Розничный, Gaon) | 30             |

## Продажи
| Чарт (2023)             | Издание                                            | Количество продаж |
| ----------------------- | -------------------------------------------------- | ----------------- |
| Республика Корея (Gaon) | The Billage of Perception: Chapter Three (В общем) | 88 669+           |

## Награды и номинации
| Год  | Премия   | Категория      | Работа   | Результат | Ист.   |
| ---- | -------- | -------------- | -------- | --------- | ------ |
| 2023 | The Show | Выбор The Show | «Eunoia» | Победа    | [ 24 ] |

## История релиза
| Регион           | Релиз                                    | Версия издания | Дата          | Лейбл              | Формат                        |
| ---------------- | ---------------------------------------- | -------------- | ------------- | ------------------ | ----------------------------- |
| Республика Корея | The Billage of Perception: Chapter Three | 01:01am        | 28 марта 2023 | Mystic Story Kakao | Компакт-диск                  |
| Республика Корея | The Billage of Perception: Chapter Three | 11:11am        | 28 марта 2023 | Mystic Story Kakao | Компакт-диск                  |
| Республика Корея | The Billage of Perception: Chapter Three | 11:11pm        | 28 марта 2023 | Mystic Story Kakao | Компакт-диск                  |
| Мир              | The Billage of Perception: Chapter Three | Оригинальная   | 28 марта 2023 | Mystic Story       | Цифровая дистрибуция стриминг |

### Комментарии
1. ↑  Заглавный трек, как наиболее продвигаемая песня в альбоме.
2. ↑  Группа придумала 2 танца, каждый из которых группа танцует отдельно на шоу, не меняя движений.
3. ↑  Прошлая песня группы Billlie.